# 라리사 크루글로바
라리사 니콜라예프나 크루글로바(러시아어: Лариса Николаевна Круглова, 1972년 10월 27일 ~ )는 러시아의 육상 선수이다.

## 인물 정보
무르만스크에서 태어난 크루글로바는 2004년 아테네 올림픽 400m 릴레이에서 은메달을 획득하였다.